# Terra piatta

Una rappresentazione moderna del mappamondo di Ecateo.

L'ONU utilizza come emblema una proiezione azimutale equidistante, utilizzato anche dai sostenitori moderni della teoria.

La Terra piatta è una credenza sulla forma della Terra come un disco piatto o un'altra figura piana. Le caratteristiche di tale modello variano in base al tempo e al luogo in cui è stato concepito. Tale concezione ha le sue origini nell'antichità, ma persiste tutt'oggi, anche se priva di fondamento e smentita dalla scienza; associazioni e gruppi online presenti sui social network hanno riportato il tema all'attenzione dell'opinione pubblica negli ultimi anni.
Nel modello della Terra piana, il Sole e la Luna ruotano al di sopra della Terra. Il percorso notturno della barca del Sole al di sopra del firmamento (costituito dal corpo della dea Nut) compare in molti affreschi egizi (nelle moderne teorie della Terra piana, il Sole e la Luna si muovono invece al di sotto della cupola del firmamento). Nel mondo Indo-iranico, invece, la soluzione consisteva nel collocare al centro della Terra l'altissimo monte Meru, che faceva da perno a tutta la volta celeste: intorno ad esso giravano il Sole, la Luna, i pianeti e le stelle. L'alternarsi del giorno e la notte era spiegato con l'occultamento del Sole da parte del monte Meru. La credenza in un alto monte, posto a nord sotto la stella polare e sede divina compare in molte culture antiche.
La nozione che la Terra sia piatta sembra sposarsi molto bene con la convinzione che il cielo sia una cupola solida trasparente; alcuni studiosi anticlericali della prima metà dell'Ottocento diffusero l'idea che sin dall'antichità, fino ai tempi di Cristoforo Colombo, fosse prevalente l'idea che il cielo fosse una cupola metallica. In realtà l'idea sembra assente dalla cosmografia mesopotamica e anche da quella biblica.

## Storia

### Nell'epoca arcaica

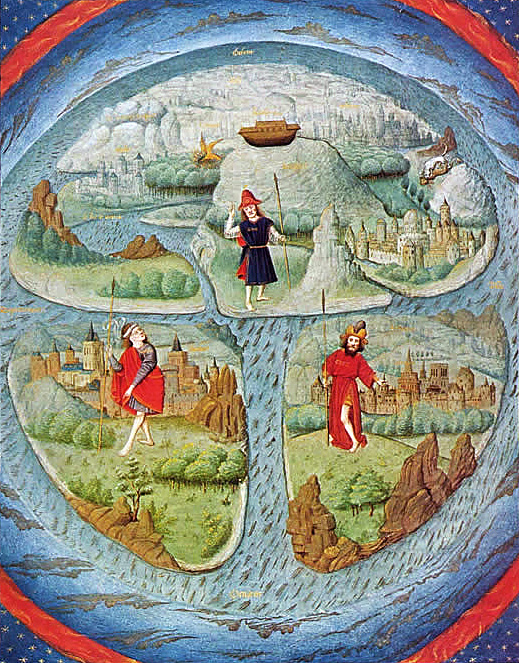
Mappa orbis terrae del XV secolo. Questo tipo di Mappa Mundi medievale illustra solamente le parti conosciute e raggiungibili della Terra: l'Europa, l'Asia minore e il nord dell'Africa. Si riteneva infatti che nessuno potesse attraversare la parte torrida vicino all'equatore per raggiungere l'altra metà del globo

La credenza in una Terra piatta si trova nei più antichi scritti dell'umanità.
Nella cosmografia mesopotamica il mondo abitato sembra essere un disco piatto circondato dall'oceano e questa concezione influenzò Omero ed Esiodo e fu la premessa per le prime mappe greche, come quelle di Anassimandro ed Ecateo di Mileto.

#### Nei testi biblici
Si è cercato anche tra le pagine bibliche e in altri testi giudaici quale opinione avessero gli israeliti circa la condizione della Terra e in particolare se avessero superato la cosmografia mesopotamica. Rispondere è difficile perché i testi utilizzabili sono testi poetici o comunque letterari e perciò poco indicativi delle opinioni proto-scientifiche dei dotti del tempo. Anche in italiano si parla tuttora di "calar del sole" secoli dopo la scoperta della rotazione terrestre.
Nei testi biblici, tuttavia, compare anche il termine ebraico chugh, il cui primo significato è cerchio, ma che potrebbe indicare anche una cupola o addirittura, secondo i Testimoni di Geova, una “sfera”, considerando che solo un oggetto sferico appare circolare da ogni angolazione lo si guardi. Ma in merito all'ultima interpretazione vi sono pareri contrari in quanto l'ebraico biblico dispone di un termine specifico ("kadur") utilizzato in Isaia 22,18 per oggetti sferici.
Nei brani di solito citati (Gb 22,14; Pr 8,27; Is 40,22) il termine chugh è perlopiù interpretato come "circolo dell'orizzonte" oppure come "volta del firmamento". Sintomatica di queste incertezze è la variegata traduzione di Isaia, 40,22; per esempio: «Egli siede sopra la volta del mondo, da dove gli abitanti sembrano cavallette» (Nuovo Testo CEI); «Egli è colui che sta seduto sul globo della terra» (Diodati); oppure: «C’è Uno che dimora sul circolo della terra» (Traduzione del Nuovo Mondo).

#### Antica Cina
Nell'antica Cina la principale credenza era che la Terra fosse piatta e quadrata e i cieli fossero una sfera che l'avvolgesse, con la Cina al centro, ipotesi che è rimasta fondamentalmente indiscussa fino all'introduzione dell'astronomia europea a opera dei gesuiti Matteo Ricci e Johann Schreck nel XVII secolo.

#### India
La concezione cosmologica prevalente anticamente in India era che la Terra consistesse di quattro continenti disposti, come i petali di un fiore, intorno ad una montagna centrale, il monte Meru; il tutto circondato da un grande oceano. Concetti analoghi compaiono anche in fonti iraniche, come il Bundaishn. Questa visione venne ripresa anche nella cosmologia buddhista, secondo la quale il mondo era un grande disco piatto coperto da un oceano e circondato da montagne: i continenti erano disposti in questo oceano intorno ad un'immensa montagna centrale, il monte Meru. Inoltre si credeva che esistessero infiniti mondi di questo tipo, e che il nostro fosse solo uno tra i tanti.
Durante il periodo vedico (nel testo Śatapatha Brāhmaṇa, risalente al VI secolo a.C. circa), l'idea di una Terra sferica appare in India. La si ritrova anche nel testo vedico Aitareya Brahmana, composto circa nello stesso periodo, e in un posteriore commentario sanscrito, il Vishnu Purana.

#### Antica Grecia
Nella cosmografia primitiva non era chiaro su cosa poggiasse la Terra: galleggiava nell'oceano o si appoggiava su misteriose colonne sottostanti? E se questa ipotesi fosse stata giusta, queste colonne dove si appoggiavano a loro volta?
Anassimandro, quindi, concepì la Terra come un corto cilindro galleggiante nello spazio, evidenziando la possibile presenza di una seconda superficie terrestre sottostante e speculare.
L'idea influenzò gli sviluppi successivi soprattutto perché introdusse il concetto di "antipodi", l'opinione cioè che potesse esistere un altro mondo, i cui abitanti, detti antipodi, vivevano "a testa in giù". Da un lato Anassimandro introdusse una simmetria fra "su" e "giù", che troverà la sua generalizzazione nel concetto di Terra sferica, ma dall'altro l'esistenza o meno degli antipodi turbò scienziati e filosofi per quasi due millenni. Il mondo degli antipodi, separato dal nostro dalle pareti del cilindro, rimase irraggiungibile anche dopo che fu introdotta l'idea della sfericità della Terra: nell'antichità, la fascia equatoriale era ritenuta troppo torrida per essere attraversata.
La sfericità della Terra sembra essere stata proposta per la prima volta nel VI-V secolo a.C. da Pitagora, discepolo di Anassimandro, o da Parmenide, un filosofo vissuto pochi decenni dopo Pitagora. L'idea non incontrò il favore degli atomisti Leucippo e Democrito, gli unici filosofi greci chiaramente terrapiattisti. Nella cosmografia degli atomisti, gli atomi procedono illimitatamente nel vuoto e quindi tutto l'universo non ha bisogno né di un sostegno come nelle cosmografie arcaiche né di una simmetria sferica che renda inutile il sostegno stesso, come spiegò Aristotele.
Dopo il diffondersi della convinzione che la Terra è rotonda, il concetto di una Terra piatta sopravvisse stentatamente sino ai tempi moderni solo presso letterati o personaggi culturalmente marginali. L'opinione che nel Medioevo si credesse che la Terra fosse piatta è entrata nell'immaginario collettivo solo nel XIX secolo, frutto dei preconcetti positivisti sui cosiddetti "secoli bui" del Medioevo.

### La scoperta della sfericità
La concezione di una Terra sferica nacque per la prima volta in Grecia durante l'antichità classica. È significativo che l'idea sia sorta in Grecia, la cui latitudine è sensibilmente maggiore di quella, approssimativamente uguale, dei centri in cui si era sviluppata l'astronomia osservativa egiziana e mesopotamica. Probabilmente l'idea dovette essere elaborata dalla constatazione che l'altezza sull'orizzonte delle stelle misurata in Grecia era sistematicamente minore di quella rilevata dagli astronomi babilonesi ed egizi.
Il primo a proporre la sfericità della Terra sembra sia stato Pitagora (VI secolo a.C.), che si era recato per motivi di studio sia a Babilonia sia in Egitto. Apparentemente, però, egli si sarebbe basato su canoni estetici e sull'osservazione della sfericità degli altri corpi celesti. Questa opinione, tuttavia, sembra in contraddizione con il fatto che, almeno secondo Burch, la maggioranza dei pitagorici avrebbe ritenuto la Terra piatta. Secondo Diogene Laerzio, che riporta una testimonianza di Teofrasto, la scoperta della sfericità della Terra è invece dovuta a Parmenide. In ogni caso la sfericità della Terra è considerata una nozione acquisita, sia da Platone sia da Aristotele, in quanto un sistema geocentrico con Terra sferica è uno schema isotropo che rende superflua l'ipotesi di un mezzo che sostenga la Terra nello spazio (cfr. la parte conclusiva del Fedone); un problema che aveva tormentato i filosofi presocratici. Platone, in realtà, sia nel Fedone che nel Timeo, sembra preferire la forma di dodecaedro a quella sferica.
Aristotele, invece, è il primo che fornisce nel De coelo le prove osservative della sfericità della Terra. Egli notò che i viaggiatori che vanno verso sud vedono le costellazioni meridionali salire più in alto rispetto all'orizzonte: ciò è possibile solo se l'orizzonte di chi sta più a sud forma un certo angolo con l'orizzonte di chi sta più a nord. Pertanto la superficie della Terra non può essere piatta. Notò inoltre che il bordo dell'ombra terrestre sulla Luna durante la fase parziale di un'eclissi lunare è sempre circolare, non importa quanto la Luna sia alta sopra l'orizzonte. Solamente una sfera proietta sempre un'ombra circolare in tutte le direzioni, mentre un disco proietta un'ombra ellittica nella maggior parte delle direzioni, quindi la Luna doveva essere sferica e, per similarità, la Terra.
Nel III secolo a.C. Eratostene non solo usò coordinate sferiche per rappresentare i punti della superficie terrestre, ma misurò anche con ottima approssimazione la circonferenza della Terra. Egli sapeva che a Siene (oggi Assuan) in Egitto, nel giorno del solstizio d'estate il Sole era allo zenit e i raggi risultavano verticali, mentre ad Alessandria formavano un angolo di 1/50 di giro (ancora i gradi sessagesimali non erano stati ufficialmente introdotti), corrispondente a 7,2 gradi sessagesimali. Un grado corrispondeva a 700 stadi risultando così una circonferenza di 252.000 stadi. Eratostene utilizzò stime rozze e numeri arrotondati ma la sua misura differisce da quella attualmente conosciuta di un margine tra il 2% e il 20%. Ovviamente in questa misura si deve assumere che il sole sia abbastanza lontano dalla terra in modo da poter considerare i suoi raggi paralleli. Una misura simile, riportata in un trattato matematico cinese, lo Zhoubi suanjing (I secolo a.C.), fu usata per calcolare la distanza del Sole dalla Terra, assumendo che questa fosse piatta.

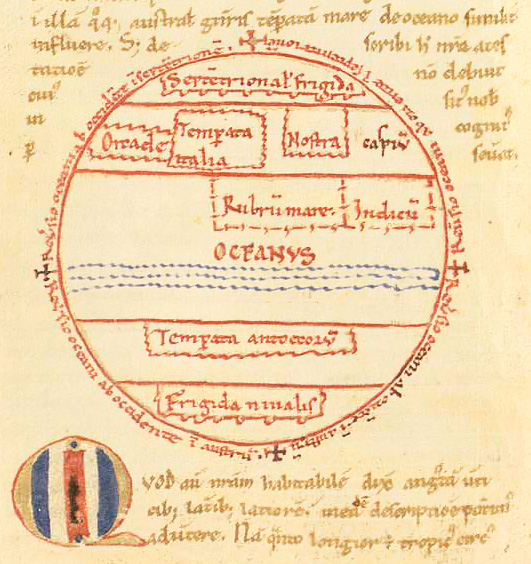
Schizzo di una mappa da una copia del XII secolo del commento di Macrobio al Somnium Scipionis ciceroniano. È raffigurato l'emisfero abitato settentrionale separato dagli antipodi da un oceano che si immaginava si estendesse lungo tutto l'equatore.

Nell'antichità la Terra era generalmente pensata come divisa in tre zone climatiche, con un "clima freddo" ai poli, un mortale "clima torrido" intorno all'equatore ed un mite ed abitabile "clima temperato" tra i due. Si pensava, erroneamente, che la differenza di temperatura tra queste zone fosse dovuta alla diversa distanza dal Sole delle stesse. Si credeva inoltre che nessuno potesse attraversare il clima torrido per raggiungere le zone sconosciute sull'altra metà del globo. Al tempo queste zone, così come pure i loro abitanti, erano chiamate antipodi.
Lucrezio (I secolo a.C.), che seguiva le teorie atomiste, si oppose al concetto di Terra sferica perché egli considerava l'idea degli antipodi assurda, ma nel I secolo Plinio il Vecchio dichiarava che tutti nel mondo erano d'accordo che la Terra fosse sferica (Naturalis historia, II.64) sebbene continuassero le dispute sulla natura degli antipodi e su come fosse possibile che la superficie dell'oceano fosse curva. Curiosamente Plinio il Vecchio considerò come teoria intermedia, che la Terra non fosse una sfera perfetta bensì modellata a forma di pigna (Naturalis historia, II.65).
Nel II secolo l'astronomo alessandrino Tolomeo avanzò molti argomenti in favore della sfericità della Terra. Tra questi c'era l'osservazione che quando si naviga verso delle montagne, esse appaiono come emergere dall'acqua, indicando che esse erano nascoste dalla superficie incurvata del mare. Egli disegnò le sue mappe considerando la Terra sferica e sviluppò il sistema di latitudine e longitudine. I suoi scritti furono basilari per l'astronomia europea nel corso del Medioevo, sebbene ancora nella tarda antichità e nel primo Medioevo si trovi qualche raro autore (come Cosma Indicopleuste) che sostiene la piattezza della Terra.
Nella tarda antichità diversi autori come Macrobio (IV secolo) e Marziano Capella (V secolo) discussero riguardo alla circonferenza terrestre, la sua posizione centrata nell'universo, la differenza delle stagioni negli emisferi settentrionali e meridionali e molti altri dettagli geografici. Nel suo commento al Somnium Scipionis di Cicerone, Macrobio descrive la Terra come un globo di dimensioni insignificanti rispetto al resto del cosmo.

### La Chiesa cristiana antica e le difficoltà di alcuni teologi
Nella tarda antichità, il periodo in cui si formò la teologia cristiana, la conoscenza della sfericità della terra era ormai assodata: solo una piccola minoranza continuava il dibattito sulla piattezza della Terra. Si discuteva, invece, ancora sulla possibile esistenza degli abitanti degli antipodi, che erano immaginati come un continente separato dal vastissimo e invalicabile oceano equatoriale: l'idea di popolazioni abitanti territori irraggiungibili era difficile da riconciliare con la visione cristiana di un'umanità discendente da un'unica coppia e redenta da un solo Cristo.
Sant'Agostino (354-430), uno dei teologi più autorevoli (tanto da essere riconosciuto dottore della chiesa), affermò che l'esistenza degli abitanti degli antipodi era un'ipotesi arbitraria e priva di conferme sperimentali:
Poiché queste persone devono discendere da Adamo, essi devono aver viaggiato verso l'altro lato della Terra ad un certo punto della storia; Sant'Agostino continua:
Sant'Agostino non nega l'idea che la Terra sia sferica e nei suoi scritti la descrive esplicitamente come un globo. Nel suo commentario sul significato letterale della Genesi (De Genesi ad litteram) scrive:
Pochi autori cristiani si opposero alla sfericità della Terra:

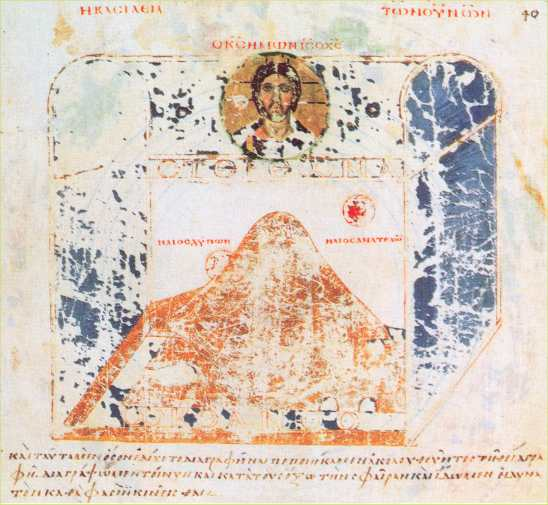
Rappresentazione del mondo di Cosma Indicopleuste - Terra piatta in un tabernacolo

Lattanzio (250–320), dopo la sua conversione al cristianesimo, polemizzò contro le teorie proposte dalla filosofia greca, fra cui la sfericità della Terra. Egli la definì follia perché la presenza di gente dall'altro lato della sfera gli sembrava contrastante con la gravità; egli si chiedeva:
San Basilio Magno (330-379) credeva che la questione della forma della Terra fosse teologicamente irrilevante e si potesse leggere la Bibbia in modo letterale senza preoccuparsi su quale fosse la teoria cosmologica esatta. L'enfasi sulla lettura letterale della Bibbia era dovuta alle esagerate interpretazioni allegoriche dei teologi alessandrini. Nacque perciò in quei decenni la scuola letteralista antiochena, i cui esponenti si trovarono ovviamente in difficoltà a giustificare alcuni testi biblici.
Diodoro di Tarso (morto nel 394), fondatore della scuola letteralista antiochena, avrebbe argomentato in favore della Terra piatta basandosi sulle Scritture, ma la sua opinione in merito è conosciuta solo attraverso una critica di Fozio. Più nota la posizione del suo discepolo San Giovanni Crisostomo (344-407), che, commentando alcune frasi bibliche in cui la Terra è detta poggiare sulle acque, le accetta come vere letteralmente, ma solo per un qualche miracolo divino (notava infatti che i ciottoli vanno a fondo). Egli afferma che questa frase equivale ad altre bibliche come "la terra poggia sul vuoto" (infatti l'acqua è priva di consistenza solida) e "i quattro angoli della Terra sono nelle Sue mani" (ecco perché la Terra "galleggia"). La natura poetica dei testi biblici non sfugge a Giovanni Crisostomo, che osserva che Dio non ha mani e che i testi biblici vogliono solo attribuire alla potenza divina tutto ciò che tiene assieme e sostiene la Terra. Le omelie di Giovanni Crisostomo, quindi, appartengono all'esegesi biblica e poco dicono sulle sue convinzioni cosmologiche.
Severiano, vescovo di Gabala in Siria e antagonista di Giovanni Crisostomo (morto nel 408), fu un altro seguace della scuola letteralista siriana e cercò di descrivere l'universo in accordo con il primo capitolo della Genesi, perciò scrisse esplicitamente:
Il mercante, viaggiatore e infine monaco egiziano Cosma Indicopleuste (VI secolo) nella sua Topografia Cristiana argomentò su basi teologiche che la Terra fosse piatta, un parallelogramma circondato da quattro oceani. Egli riteneva che la descrizione biblica dell'Arca dell'alleanza dovesse essere intesa rappresentare tutto l'universo.

### Il Medioevo europeo
Anche nel Medioevo la convinzione che la Terra fosse sferica non venne abbandonata. Durante il XIX secolo la concezione del Medioevo come età buia conferì molta più rilevanza al modello della Terra piatta di quanta non ne ebbe storicamente. La credenza comune che, prima dell'età delle esplorazioni, la gente credesse che la Terra fosse piatta, entrò nell'immaginario popolare dopo la pubblicazione nel 1828 del libro di Washington Irving La vita e i viaggi di Cristoforo Colombo.
Nel suo Inventing the Flat Earth: Columbus and Modern Historians (New York, 1991), Jeffrey Burton Russell, professore di storia all'Università della California, afferma che la teoria della Terra piatta è una favola usata per criticare le società pre-moderne, specie quelle medievali in Europa. Ormai tutti i medievalisti di professione sono d'accordo con Russell che la "Terra piatta medievale" è un'invenzione del XIX secolo e che i pochi conosciuti sostenitori della piattezza della Terra costituiscono solamente un'eccezione.
A conferma di queste affermazioni nel seguito si enumerano i seguaci medievali della sfericità della Terra.

#### Alto Medioevo

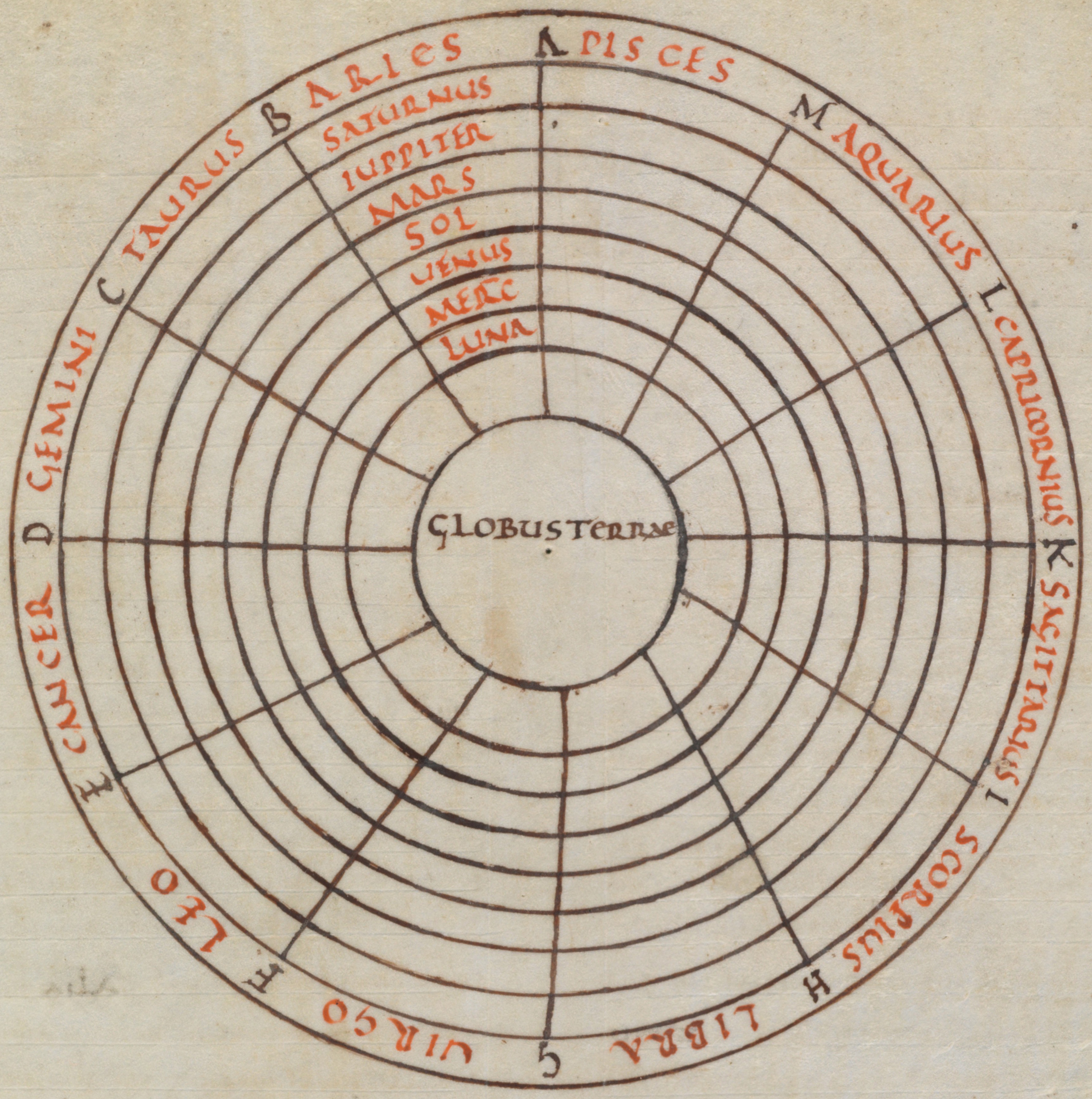
IX secolo Diagramma cosmico macrobiano raffigurante al centro la sfera della Terra (globus terrae).

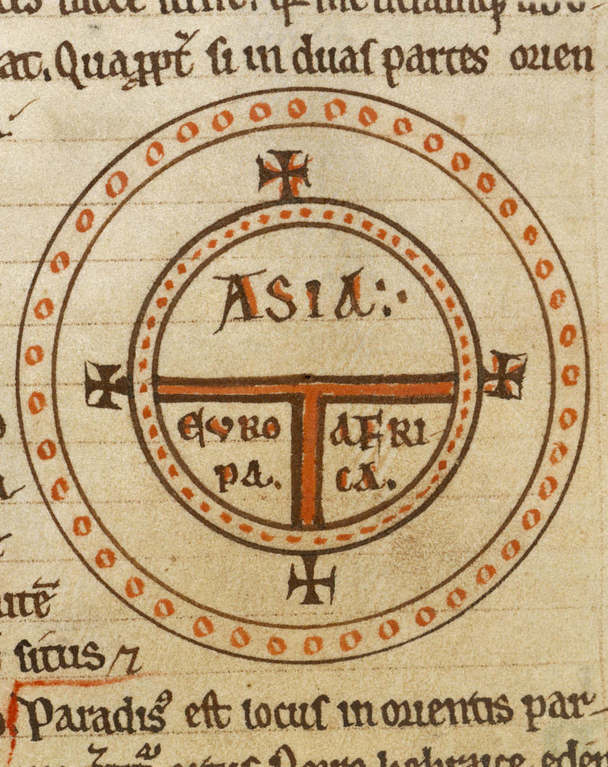
XII secolo Mappa orbis terrae schematica rappresentante il mondo abitato come descritto da Sant'Isidoro di Siviglia nelle sue Etymologiae (capitolo 14, de terra et partibus).

Con la fine della civiltà romana, l'Europa occidentale entrò nel Medioevo con grandi difficoltà che afflissero la produzione intellettuale del continente. Molti trattati scientifici dell'Antichità classica (in greco) andarono persi nonostante il lavoro di salvaguardia e ricopiatura operato dai monaci benedettini, rimanendo soltanto sommari e compilazioni semplificate. Tuttavia i più importanti trattati dell'Alto medioevo sostenevano ancora la sfericità della Terra. Per esempio: molte copie medievali degli scritti di Macrobio contenevano mappe della Terra includendo gli antipodi, le zone climatiche come descritte da Tolomeo e diagrammi del cosmo rappresentanti la sfera della Terra (globus terrae) al centro di tutte le altre sfere celesti. Immagini di questo tipo si trovano ad esempio nei commentari di Macrobio al Somnium Scipionis di Cicerone.
La concezione della forma terrestre in Europa nella tarda antichità e nell'Alto medioevo è bene espressa dagli scritti dei seguenti studiosi cristiani:
- Boezio, nella sua influente e diffusamente tradotta opera La consolazione della filosofia, riportava il modello macrobiano di una Terra piccola ed insignificante posta al centro di un cosmo sferico.[35]
- Sant'Isidoro di Siviglia nella sua opera enciclopedica Etimologie insegnava che la Terra è "rotonda". Il senso di questa affermazione potrebbe sembrare ambiguo e si potrebbe pensare intendesse che la Terra avesse la forma di un disco, ma in un'altra opera, De natura rerum, egli dice chiaramente che la Terra è sferica.[36] Egli ammise inoltre la possibilità che qualcuno potesse abitare gli antipodi, ma che in realtà tali popolazioni erano puramente leggendarie e non c'era evidenza alcuna della loro esistenza.[37][38] Gli argomenti di Sant'Isidoro furono utilizzati durante tutto il Medioevo dagli autori favorevoli alla sfericità della Terra, come ad esempio il vescovo Rabano Mauro che paragonò la parte abitabile dell'emisfero settentrionale (il "clima temperato") ad una specie di ruota immaginata come una fetta dell'intera sfera.
- Il Venerabile Beda, nel suo trattato di cronologia e computo De temporum ratione, scrisse che la Terra è sferica, spiegando la differente durata del giorno con la « [...] rotondezza della Terra, per la quale, non senza ragione, è chiamata nelle Sacre Scritture e nell'ordinaria letteratura 'sfera del mondo'. Essa è, infatti, come una sfera nel mezzo dell'intero universo.» (De temporum ratione, 32). Il gran numero di manoscritti sopravvissuti di quest'opera, copiata per eseguire la legge carolingia che obbligava tutti i sacerdoti a studiare il computo, indica che a molti, se non alla maggior parte dei sacerdoti del tempo venne spiegata la sfericità della Terra.[39]
- Il vescovo Virgilio di Salisburgo è a volte citato per esser stato perseguitato per aver insegnato « [...] una dottrina perversa e peccaminosa... contro Dio e contro la propria anima», riguardo alla sfericità della Terra. In realtà egli fu accusato di credere all'esistenza degli abitanti degli antipodi, ma non per aver sostenuto che la Terra fosse sferica. Papa Zaccaria decise che « [...] se venisse chiaramente stabilito che egli creda in un altro mondo ed altre persone esistenti nella parte inferiore della terra, o in un altro sole e un'altra luna laggiù, allora bisogna riunirsi in assemblea per privarlo del titolo di sacerdote ed espellerlo dalla Chiesa.»[40] Virgilio fu poi prosciolto da queste accuse e nel XIII secolo venne anche canonizzato.[41]

Un'indicazione non letteraria ma grafica che nel Medioevo si credesse che la Terra fosse sferica è l'utilizzo del globo crucigero nelle insegne di molti reami e del Sacro Romano Impero. La presenza del globo crucigero è attestata già dal tempo dell'imperatore Teodosio II.
Uno studio recente sul concetto di sfericità della Terra nel Medioevo afferma che «..sin dall'ottavo secolo, nessun cosmografo degno di nota ha mai messo in dubbio la sfericità della Terra».

#### Basso Medioevo

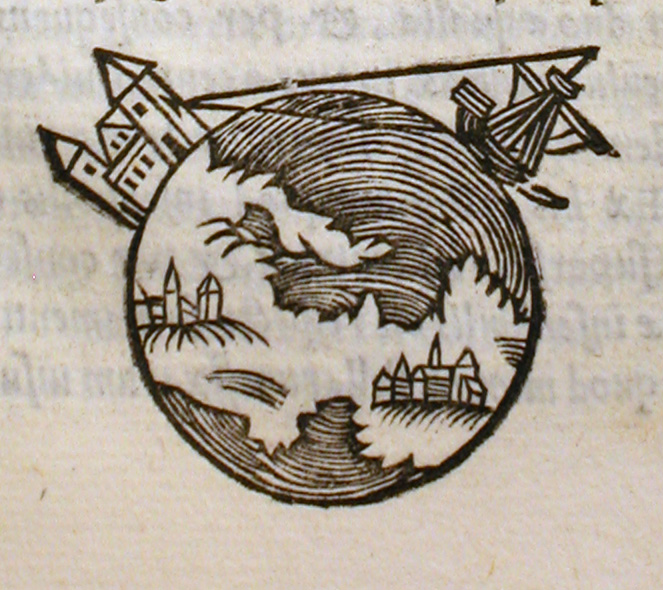
Miniatura del 1500 dall'opera di Giovanni Sacrobosco Tractatus de Sphaera, il più influente testo di astronomia del XIII secolo

Dall'XI secolo l'Europa aveva conosciuto l'astronomia araba. Intorno al 1070 iniziò il Rinascimento del XII secolo che portò alla rivitalizzazione intellettuale dell'Europa e diede nuovo impulso allo studio della natura. Da allora, un gran numero di fonti dimostrano che ogni possibile dubbio che gli europei potessero ancora avere sulla forma sferica della Terra venne eliminato.
Ermanno il Contratto fu uno dei primi studiosi cristiani a misurare la circonferenza terrestre con il metodo di Eratostene.
Tommaso d'Aquino, il più importante e conosciuto teologo medievale, sapeva che la Terra è una sfera e dava per scontato che anche i suoi lettori lo sapessero. Quando scrisse la sua Summa theologiae, proprio all'inizio dell'opera, egli usò l'idea di Terra sferica come esempio per dimostrare che le diverse branche delle scienze si distinguono per il metodo e non per l'argomento trattato:
Comunemente nelle lezioni tenute nelle università medievali venivano avanzate molte prove a favore della sfericità della Terra. L'opera di Giovanni Sacrobosco De sphaera mundi il più influente testo di astronomia del XIII secolo, e anche tutti gli altri testi di studio descrivevano il mondo come una sfera.
Nell'opera norvegese Konungs Skuggsjá, datata intorno al 1250, si stabilisce chiaramente che la Terra è sferica e che dall'altro lato del mondo è notte quando in Norvegia è giorno. L'autore (sconosciuto) insegna anche che le persone che vivono a sud dell'equatore, quando è mezzogiorno, vedono il Sole a nord - e che hanno l'estate quando in Norvegia è inverno.

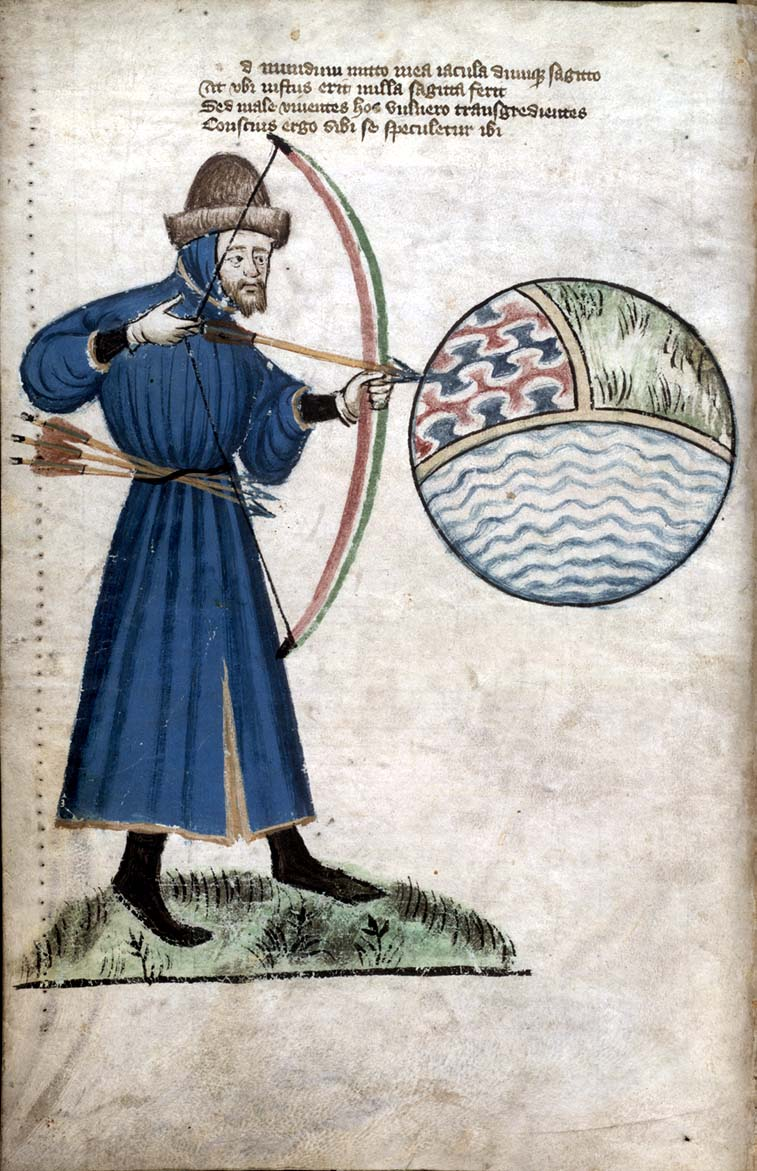
Rappresentazione artistica della Terra datata intorno al 1400

 La diffusione di testi scritti in volgare fornisce la prova che la sfericità della Terra era conoscenza comune anche al di fuori degli ambienti accademici. A quel tempo i testi di studio erano tipicamente scritti in latino, mentre opere scritte in altre lingue, come italiano od il tedesco, erano destinate ad un pubblico più vasto.
La Divina Commedia di Dante, l'ultima grande opera della letteratura medievale, scritta in italiano, descrive la Terra come una sfera. Anche l'Elucidarium di Onorio Augustodunense, un importante manuale per l'istruzione del basso clero che fu tradotto in medio inglese, antico francese, alto tedesco medio, vecchio russo, medio olandese, vecchio norvegese, islandese, spagnolo e alcune lingue romanze italiche, fa esplicito riferimento alla sfericità della Terra. Similmente, il fatto che in un suo sermone Bertoldo di Ratisbona, frate francescano e predicatore, facesse riferimento alla sfericità della Terra, dimostra che egli poteva assumere questa conoscenza come assodata nei suoi ascoltatori. Il sermone fu scritto in tedesco e non era destinato ad un pubblico colto.
Reinhard Krüger, un professore di letterature romanze dell'Università di Stoccarda (Germania), ha scoperto più di cento scrittori (79 dei quali conosciuti per nome) tra la tarda antichità e il 1492, tutti convinti che la Terra fosse sferica.
I 79 autori dello studio di Krüger sono sovrani (Sisebuto, Alfredo il Grande, Alfonso X di Castiglia), padri della Chiesa, papi, vescovi, sacerdoti e membri di ordini religiosi (Basilio Magno, Ambrogio di Milano, Agostino d'Ippona, Paolo Orosio, Giordane, Cassiodoro, Isidoro di Siviglia, Beda il Venerabile, Teodulfo, Virgilio di Salisburgo, Dicuil, Rabano Mauro, Remigio d'Auxerre, Giovanni Scoto Eriugena, Leone di Napoli, papa Silvestro II, Notker III di San Gallo, Ermanno di Reichenau, Ildegarda di Bingen, Pietro Abelardo, Onorio Augustodunense, Gautier de Metz, Adamo di Brema, Alberto Magno, Tommaso d'Aquino, Bertoldo di Ratisbona, Meister Eckhart, Papa Pio II), teologi, filosofi ed enciclopedisti (Lucio Ampelio, Calcidio, Macrobio, Marziano Capella, Severino Boezio, Guglielmo di Conches, Philippe de Thaon, Idrisi, Bernardo Silvestre, Pietro Comestore, Teodorico di Chartres, Gautier de Châtillon, Alessandro Neckam, Alano di Lilla, Averroè, Mosè Maimonide, Lambert de Saint-Omer, Gervasio di Tilbury, Roberto Grossatesta, Brunetto Latini, Giovanni Sacrobosco, Thomas de Cantimpré, Peire de Corbian, Vincenzo di Beauvais, Robertus Anglicus, Juan Gil de Zámora, Perot de Garbelei, Ruggero Bacone, Ristoro d'Arezzo, Cecco d'Ascoli, Fazio degli Uberti, Gersonide, Konrad von Megenberg, Nicola d'Oresme, Pierre d'Ailly, Alfonso de la Torre, Paolo dal Pozzo Toscanelli), Poeti, viaggiatori, mercanti, stampatori (Snorri Sturluson, Marco Polo, Dante Alighieri, Brochard the German, Jean de Meung, John Mandeville, Christine de Pizan, Geoffrey Chaucer, William Caxton, Martin Behaim, Cristoforo Colombo).
Tuttavia, ancora dopo il 1400, il teologo spagnolo Alonso Tostado (1400-1455) disputava sull'esistenza degli abitanti degli antipodi. Nella prospettiva europea, le esplorazioni portoghesi dell'Africa e dell'Asia, quelle spagnole dell'America ed infine la circumnavigazione del globo da parte di Ferdinando Magellano, fornirono la prova definitiva della forma sferica della Terra.

### Mondo islamico medievale
Molti studiosi musulmani dichiararono il mutuo accordo (Ijma') che i corpi celesti fossero sferici. Fra costoro vi furono Ibn Hazm (morto nel 1069), Ibn al-Jawzi (morto nel 1200) e Ibn Taymiyya (morto nel 1328). L'opinione di alcuni studiosi più tardi, come al-Suyuti (morto nel 1505), rappresenta una deviazione dalle teorie più antiche.
Quelli che ritenevano che la Terra fosse sferica, utilizzarono questa teoria in modo impeccabilmente islamico per calcolare la distanza più breve tra un dato punto sulla Terra e La Mecca. Ciò determinò la qibla, ovvero la direzione verso cui pregare. I matematici musulmani svilupparono la trigonometria sferica per effettuare questi calcoli.
C'è anche un verso del Corano (79:30) che in alcune moderne traduzioni recita: «Egli creò la Terra a forma di uovo», che suggerisce che la Terra non fosse ritenuta piatta. Per contro, molte altre traduzioni («e poi ha spianato la Terra», trad. di A. Bausani, Firenze, Sansoni, 1961, p. 459) suggeriscono che questo verso possa essere interpretato per sostenere la teoria di una Terra piatta.

### L'epoca moderna

#### La xilografia di Flammarion

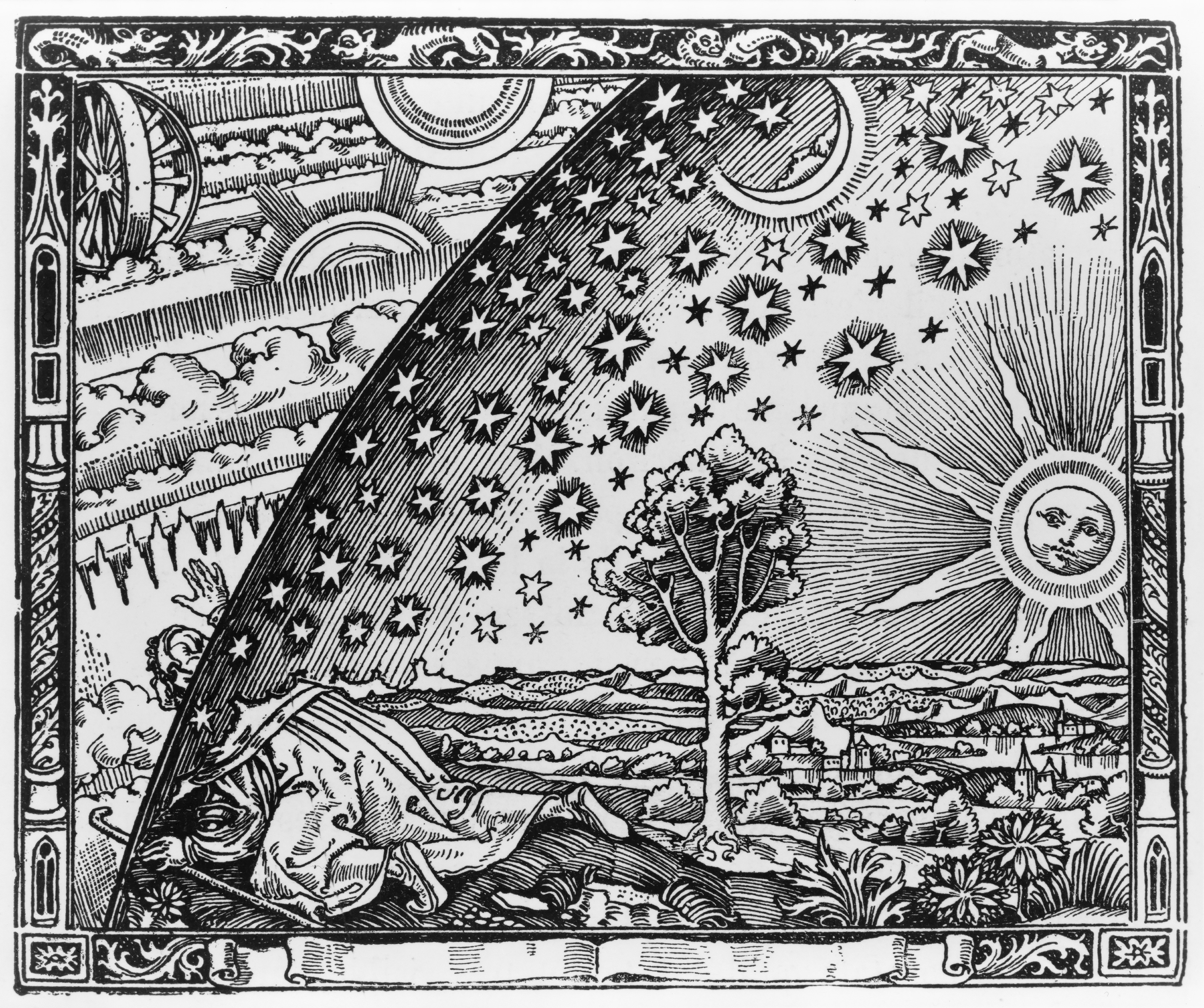
Xilografia di Camille Flammarion. sotto c'è scritto «Un missionario medievale racconta di aver trovato il punto in cui cielo e terra si incontrano...»

Esiste una xilografia, ampiamente riprodotta in molti testi, eseguita nello stile del XVI secolo, che raffigura un uomo che si affaccia attraverso il firmamento di una Terra piatta per vedere le ruote del carro divino descritto nel primo capitolo del libro di Ezechiele. In realtà non si trova traccia di questa xilografia prima della pubblicazione dell'opera di Camille Flammarion L'Atmosphère: Météorologie Populaire nel 1888. Flammarion riporta l'aneddoto di un missionario che raccontava di aver raggiunto il punto in cui il cielo e la terra (piatta) s'incontrano: questo aneddoto può essere fatto risalire a Voltaire, ma non si ha alcuna testimonianza di esso nel Medioevo. Nella sua forma originale la xilografia ha una cornice decorativa che permette di datarla al XIX secolo ed infatti nelle pubblicazioni che la datano al XVI secolo questo bordo viene rimosso. Con ogni probabilità fu lo stesso Flammarion a commissionare questa xilografia. In ogni caso non se ne conosce alcun'altra riproduzione precedente al libro di Flammarion.

#### Moderni sostenitori della Terra piatta
Al tempo di Copernico, i suoi avversari sostenevano che se la Terra fosse stata sferica, allora un arciere che avesse tirato una freccia in verticale avrebbe dovuto vederla ricadere a ovest rispetto ai suoi piedi e non in verticale, come invece accade. Allo stesso modo, due cannoni posti uno di fronte all'altro avrebbero dovuto sparare dei proiettili identici a distanze differenti, uno verso ovest e uno verso est, alla stessa distanza, cosa che non si verificava.
La convinzione che la Terra sia piatta fu ''riscoperta'' e propagandata vigorosamente da Samuel Rowbotham (1816-1884), un inglese autodidatta che scriveva con lo pseudonimo di "Parallax". A partire dal 1849 egli pubblicò risultati di alcuni suoi esperimenti di misura della curvatura della superficie di diversi laghi per dimostrare che non fosse curva. Tentò, inoltre, di spiegare con la prospettiva il fatto che le navi spariscono all'orizzonte prima del loro albero.
Alla morte di Rowbotham il tema fu ripreso da William Carpenter (1830-1896), che scrisse il libro Le 100 prove che la Terra non è una sfera (Baltimore: The author, 1885). Una di queste prove era la testimonianza "aeronautica" per cui anche salendo a grandi altezze col pallone aerostatico non si riusciva a percepire a occhio la curvatura terrestre. Ovviamente al tempo di Carpenter le massime altezze raggiungibili erano molto piccole rispetto al raggio terrestre.
Le teorie di Rowbotham fecero breccia fra i seguaci del letteralismo biblico, alcuni dei quali costituirono la Universal Zetetic Society per difendere e diffondere la teoria che la Terra è piatta. Fra questi il noto teologo protestante Ethelbert William Bullinger e altri ecclesiastici evangelicali.

### Persistenza del terrapiattismo nell'era contemporanea[53]
Nonostante i progressi scientifici e tecnologici, la credenza nella Terra piatta persiste in alcune comunità, soprattutto attraverso piattaforme digitali. Studi sociologici e psicologici indicano che tali convinzioni sono spesso legate a una sfiducia nelle istituzioni scientifiche, al pensiero complottista e a bias cognitivi che influenzano la percezione della realtà. Un aspetto paradossale è l'uso da parte dei sostenitori del terrapiattismo di tecnologie basate su principi scientifici consolidati, come Internet e il GPS, per diffondere idee che negano le stesse basi scientifiche. Questo fenomeno evidenzia una contraddizione tra il rifiuto della scienza e l'utilizzo delle sue applicazioni quotidiane. Secondo il filosofo Lee McIntyre, tale atteggiamento riflette una forma di negazionismo scientifico che può avere implicazioni significative per la società.
Lee McIntyre – Filosofo e autore di "The Scientific Attitude: Defending Science from Denial, Fraud, and Pseudoscience.
Michael Marshall – Giornalista e scettico britannico che ha partecipato a conferenze sul terrapiattismo, analizzando le motivazioni dei credenti.
Scientific American – Articolo che esplora le credenze dei terrapiattisti e il loro rapporto con altre teorie del complotto.

#### Il caso del Transvaal
La rapida diffusione delle idee di Rowbotham, sia pure in ambiti culturali molto specifici e ristretti, è confermata da un aneddoto del navigatore Joshua Slocum. Egli narra che nel 1898, durante la sua circumnavigazione del mondo in solitaria, incontrò nella Repubblica del Transvaal un sacerdote boero che gli diede un opuscolo in cui si tentava di dimostrare che la Terra fosse piatta. Anche il presidente del Transvaal Paul Kruger dimostrò di avere la stessa visione del mondo dicendo a Slocum: "Tu non intendi dire [che hai navigato] intorno al mondo, è impossibile! Tu intendi nel mondo!"

#### LaFlat Earth Society

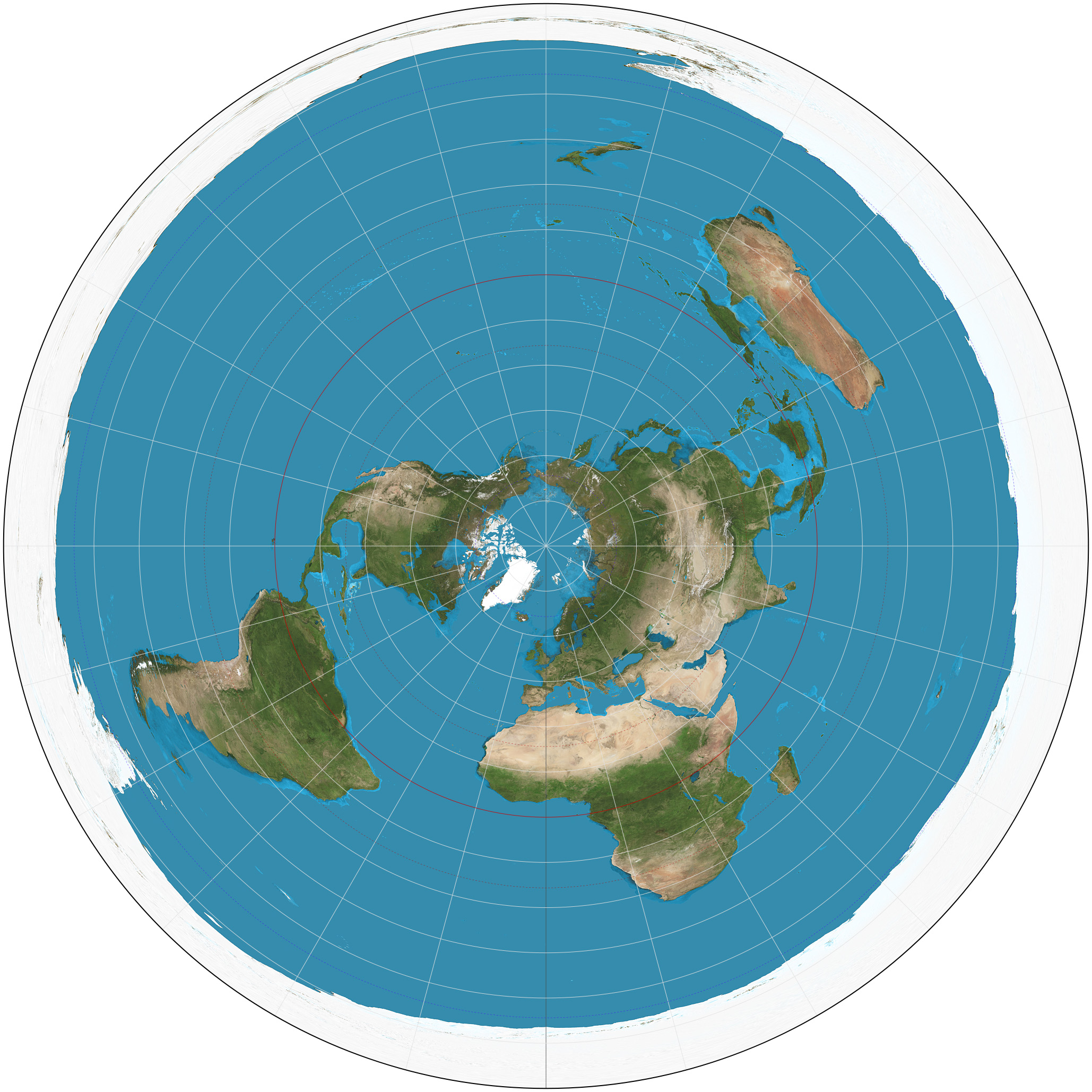
la mappa della Terra Piatta proposta dalla Flat Earth Society, basata sulla proiezione azimutale equidistante.

L'ultimo gruppo conosciuto di sostenitori della teoria della Terra piatta è la Flat Earth Society (Società della Terra Piatta), che in passato è arrivata a contare qualche migliaio di sostenitori. La società è andata in declino dopo il 1990 in seguito all'incendio della sua sede in California e alla morte, nel 2001, del suo ultimo presidente, Charles K. Johnson. Nel 2004 è stata fondata una nuova Flat Earth Society (non direttamente collegata a quella di Charles K. Johnson).
Charles K. Johnson, che passò anni ad esaminare gli studi su entrambe le teorie della Terra piatta e sferica, disse che contro la Terra piatta c'era una cospirazione: «L'idea di un globo rotante è una cospirazione fallace contro cui Mosè e Colombo si batterono...». Il suo articolo fu pubblicato su Science Digest nel 1980 ed ebbe subito molte contestazioni. Il giornale replicò così: «Se la Terra è una sfera, allora la superficie di una grande massa d'acqua deve essere curva. Johnson ha controllato le superfici dei laghi Tahoe e Salton senza trovare alcuna curvatura». Johnson, però, non ha tenuto conto né della grandezza della Terra, né della Rifrazione atmosferica.

#### Il caso di Ibn Baz
Tra il 1993 e il 1995 diversi giornali e riviste in tutto il mondo riportarono il caso di un moderno religioso islamico, Ibn Baz, Grand Mufti dell'Arabia Saudita, asserendo che avesse dichiarato che "la Terra è piatta". Ibn Baz negò quest'affermazione, descrivendola come "pura menzogna" e dicendo che egli negava solo la rotazione della Terra.
In seguito la controversia venne chiarita. Durante un'intervista con un giornalista egiziano, Ibn Baz aveva detto che il terreno su cui camminiamo è piatto, non la Terra. Ma in arabo si usa la stessa parola per indicare sia la Terra, che il terreno (come in italiano, a parte la lettera iniziale maiuscola). Il giornalista, non facendo attenzione a questa distinzione, fraintese Ibn Baz e creò il caso. La storia fu ripresa dal giornale kuwaitiano Assiyasah e poi si diffuse in tutto il mondo. Ibn Baz, inoltre, è un grande ammiratore degli studi del giurista e teologo Ibn Taymiyya (1263 - 1328), il quale sosteneva che la Terra fosse sferica.

#### Jean-Pierre Petit
Jean-Pierre Petit teorizzò che la Terra fosse un solido monolatero, in base al fatto che una superficie di Boy (un solido che si autoattraversa) può essere ottenuta da una superficie sferica (eversione della sfera).

## Nella cultura di massa

### Cinema e Televisione
- Nel film Il senso della vita dei Monty Python è incluso un cortometraggio (The Crimson Permanent Assurance) in cui un ufficio precipita giù dal bordo del mondo.
- Our Flat Earth (La nostra Terra piatta) è il nome di un programma televisivo di Chicago che parodia il disegno intelligente e il conservatorismo religioso.
- Nel cartone animato Hare We Go (1951) di Robert McKimson, insieme a Bugs Bunny compare Cristoforo Colombo. Il cartone inizia con una scena in cui Colombo discute sulla forma della Terra con il re di Spagna che sostiene sia piatta.

### Letteratura
- Nella commedia Erasmus Montanus (1723) di Ludvig Holberg, il protagonista, Erasmus, torna al suo paese dopo aver finito i suoi studi a Copenaghen. Quando dice che la Terra è tonda incontra l'opposizione di tutti i paesani che sono convinti che sia piatta, e per questo motivo gli viene anche impedito di sposare la sua fidanzata. Infine ci riuscirà ammettendo che « [...] la Terra è piatta come una frittella».
- Il romanzo Flatlandia (1884) di E. A. Abbott è ambientato in un mondo bidimensionale.
- Nel racconto di Rudyard Kipling The Village that Voted the Earth was Flat, il narratore anonimo ed alcuni suoi amici vengono ingiustamente multati dal disonesto magistrato di un villaggio e dai suoi complici nella polizia. Per vendetta decidono allora di spargere la voce che il Consiglio dei Pari del villaggio avesse votato per la Terra piatta. Il villaggio viene ridicolizzato dalla stampa e da una canzone popolare dal titolo The Village that Voted the Earth was Flat che presto si diffonde in tutto il paese. Quando il narratore va a visitare la Casa dei Comuni e nota alcuni membri del parlamento che cantano quella canzone, si rende conto di aver esagerato.
- Nel libro Mother Goose in Prose (1897) di Lyman Frank Baum, c'è una storia dal titolo Three Wise Men of Gotham (I tre saggi di Gotham) nella quale i protagonisti intraprendono un viaggio per stabilire se la Terra è piatta, sferica o cava.
- In alcuni scritti di J. R. R. Tolkien viene spiegato che il mondo fantastico di Arda era originariamente piatto e divenne poi sferico al tempo della caduta di Númenor.
- Nel libro Il viaggio del veliero di C.S. Lewis è implicito che il mondo di Narnia sia piatto o almeno concepito come tale dai suoi abitanti.
- Lo scrittore fantasy Terry Pratchett ha scritto una serie di oltre trenta romanzi ambientati su Discworld, un mondo piatto a forma di disco appoggiato sulla schiena di quattro elefanti giganti che stanno in piedi sul dorso di una gigantesca tartaruga. Nel romanzo Tartarughe divine Pratchett descrive una chiesa totalitarista che si ostina a dire che il mondo è sferico.
- Nel racconto Il margine del mondo (1989) Michael Swanwick descrive una Terra piatta simile alla nostra, e racconta la storia di tre teenager che intraprendono un viaggio per visitare il bordo del mondo.
- Nel racconto The Mist  di Stephen King un gruppo di persone si rifiuta di credere agli eventi che li circondano nonostante l'evidenza e per questo motivo vengono soprannominati, dagli altri personaggi, la Flat Earth Society.
- Thomas Friedman usa la metafora della Terra piatta nel suo libro The World is Flat (2005) per spiegare il livellamento dell'economia mondiale, cioè che le società sono sempre più simili.

### Giochi e Videogiochi
- In Zork, fortunata serie di avventure testuali, il regno di Quendor si trova su un mondo piatto che alcuni credono sia sostenuto da un umanoide gigante.
- La serie di videogame Golden Sun è ambientata su un mondo piatto chiamato Weyard.
- Nel gioco di ruolo Exalted, Creation è il nome di un mondo piatto che si estende per migliaia di miglia.
- Nel videogioco sandbox Minecraft il mondo in cui è ambientato il gioco è estesissimo (apotema di 30mln di blocchi), ma è rappresentato quadrato e piatto.

### Musica
- Il cantautore spagnolo Quimi Portet ha pubblicato nel 2004 un album dal titolo La Terra és Plana.
- Il cantautore inglese Thomas Dolby ha pubblicato nel 1984 l'album La Terra piatta, che contiene una canzone con lo stesso titolo. Una parte del testo recita:

(dall'album The Flat Earth di Thomas Dolby)